# حصار (خوسف)
حصار، روستایی از توابع بخش جلگه ماژان شهرستان خوسف در استان خراسان جنوبی ایران است.

## جمعیت
این روستا در دهستان براکوه قرار دارد و براساس سرشماری مرکز آمار ایران در سال ۱۳۸۵، جمعیت آن ۵۵ نفر (۱۱ خانوار) بوده‌است.